# Warndt
Il Warndt (vaʁnt) è un'estesa area forestale di circa 5 000 ettari (50 000 000 m²) che comprende parti della Saarland tedesco e della regione francese del Grande Est a ovest di Saarbrücken. La geologia del Warndt è composta da Buntsandstein permeato da vene di minerale di ferro e depositi di carbone fossile. Oggi è una popolare area ricreativa.
L'area è delimitata dal Saar e da due dei suoi affluenti di sinistra, il Bist a nord e il Rossel a il Sud. È attraversato dal Lauterbach, che sfocia nel Rossel a Geislautern. Il nome Warndt compare per la prima volta in un atto di donazione del 999 d.C. dell'imperatore Ottone III.
Interdetto per la popolazione in generale, il Warndt era stato un terreno di caccia signorile sin dal Medioevo. Il principe Luigi di Nassau-Saarbrücken fece costruire un casino di caccia a Karlsbrunn nel 1717 e lo usò frequentemente per grandi cacce, spesso della durata di diversi giorni. Nel 1815 l'amministrazione forestale dello Stato si trasferì nella tenuta. Nel XVII secolo, il Warndt era un rifugio per gli ugonotti francesi. I loro insediamenti nel Warndt, a Ludweiler, ebbero un effetto duraturo sull'area, poiché portarono l'artigianato della soffiatura del vetro ed introdussero l'industria del vetro nella Saar. L'abbondanza di legna nel Warndt venne utilizzata per alimentare le vetrerie. L'estrazione del carbone terminò a metà del 2005. L'arte della soffiatura del vetro può ora essere ammirata nella fabbrica dimostrativa di Villeroy & Boch a Wadgassen.

## Località nella regione del Warndt
- Germania (21): Differten, Dorf im Warndt, Emmersweiler, Fenne, Friedrichweiler, Fürstenhausen, Geislautern, Gersweiler, Großrosseln, Hostenbach, Karlsbrunn, Klarenthal, Lauterbach, Ludweiler-Warndt, Naßweiler, Schaffhausen, St. Nikolaus, Überherrn, Wadgassen, Wehrden e Werbeln.
- Francia (26): Béning-lès-Saint-Avold, Betting, Bisten-en-Lorraine, Carling, Cocheren, Creutzwald, Dalem, Diesen, Falck, Forbach, Freyming-Merlebach, Guerting, Ham-sous-Varsberg, Hargarten-aux-Mines, Hombourg-Haut, L'Hôpital, Longeville-lès-Saint-Avold, Merten, Morsbach, Macheren, Petite-Rosselle, Porcelette, Rosbruck, Saint-Avold, Schœneck e Varsberg.

## Industria
- Ex area mineraria transfrontaliera di antracite
- Ex fonderie e vetrerie
- Miniera di Grube Velsen
- Miniera di Bergwerk Warndt